# Eickum
Eickum is een plaats in het westen van de Duitse gemeente Herford, deelstaat Noordrijn-Westfalen, en telt 1.767 inwoners (31 december 2015). Tot Eickum behoren de gehuchten Bremerhagen, Siederdissen, Nieder-Eickum, Ober-Eickum en Kaishagen.
Het dorp heeft, via het naburige Herringhausen, een goede busverbinding met het station en het centrum van Herford.
In een akte uit 1151 komt het dorp als Ehchem voor het eerst in een document voor.
Bij Eickum ligt de recreatieplas Elisabethsee met grote camping. Veel mensen uit het Ruhrgebied bezoeken deze camping voor een weekendverblijf of korte vakantie.

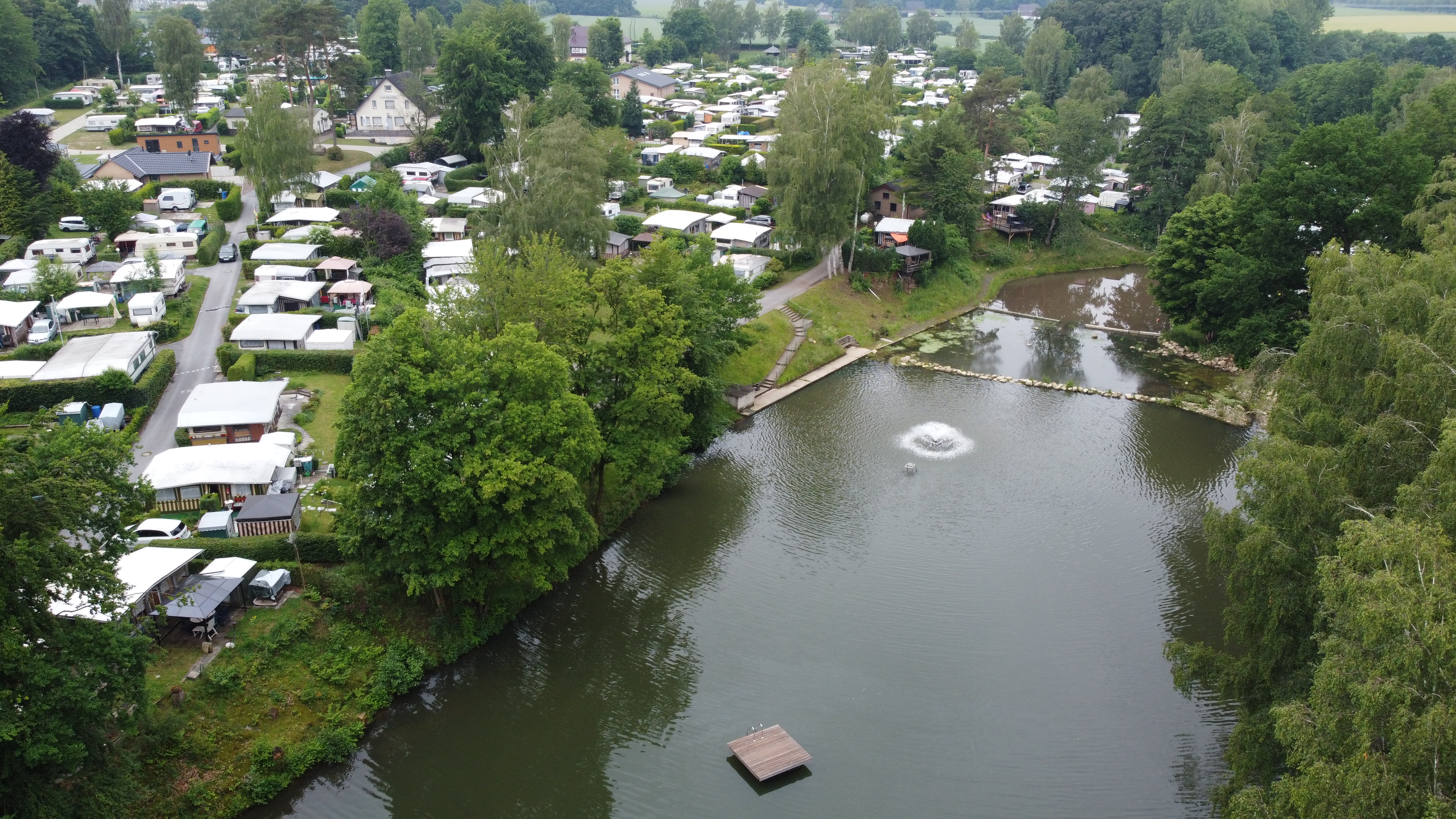
Elisabethsee